# Michael Ryan Patrick Dempsey
Michael Ryan Patrick Dempsey (* 10. September 1918 in Chicago, Illinois; † 8. Januar 1974) war ein US-amerikanischer römisch-katholischer Geistlicher und Weihbischof in Chicago.

## Leben
Michael Ryan Patrick Dempsey empfing am 1. Mai 1943 das Sakrament der Priesterweihe.
Am 2. Mai 1968 ernannte ihn Papst Paul VI. zum Titularbischof von Truentum und bestellte ihn zum Weihbischof in Chicago. Der Erzbischof von Chicago, John Kardinal Cody, spendete ihm am 13. Juni desselben Jahres die Bischofsweihe; Mitkonsekratoren waren der Bischof von Madison, Cletus Francis O’Donnell, und der Bischof von Manchester, Ernest John Primeau.